# Чернявський Сергій Володимирович
Сергій Володимирович Чернявський (2 квітня 1976, місто Вінниця) — український велогонщик, призер Олімпійських ігор.
Срібну олімпійську медаль Сергій Чернявський виборов на треку сіднейської Олімпіади в командній гонці переслідування на 4000 метрів.